# Flora: Morphology, Distribution, Functional Ecology of Plants
FLORA: Morphology, Distribution, Functional Eology of Plants ist eine begutachtete, internationale Fachzeitschrift für Pflanzenökologie und Botanik. 
Die Zeitschrift veröffentlicht Beiträge, in der Regel in englischer Sprache, über Morphologie, Verbreitung und Funktionalität von Pflanzen, aber auch zu Populationsbiologie und zu Pflanzengesellschaften. Sie erscheint seit 1818 und ist damit die botanische Zeitschrift, die am längsten ununterbrochen erscheint. Der Impact Factor beträgt 2,3 und sie belegt Platz 144 von 513 Fachzeitschriften.

## Geschichte
Die Zeitschrift wurde 1818 als Nachfolgerin der zwischen 1802 und 1807 erschienenen Botanischen Zeitung der Regensburgischen Botanischen Gesellschaft von David Heinrich Hoppe und Christian Friedrich Hornschuch gegründet, die bis 1888 die Zeitschrift herausgab. Sie war von Anfang an neben der Wissensvermittlung auch Plattform für Meinungsäußerungen der Botaniker und gilt damit bis heute als wichtige historische Quelle. Von 1889 bis 1905 wurde sie in Marburg und seit 1906 in Jena herausgegeben. Karl von Goebel, Otto Renner und Kurt Mothes zählten in der Folge zu den Herausgebern.
Ab 1. Januar 2014 ist Hermann Heilmeier vom Institut für Biowissenschaften der TU Bergakademie Freiberg der Herausgeber.